# المدابلة (فرع العدين)

تعديل مصدري - تعديل

المدابلة محلة تابعة لقرية الاشعاب، التابعة لعزلة بني احمد والثلث بمديرية فرع العدين إحدى مديريات محافظة إب في الجمهورية اليمنية، بلغ تعداد سكانها 62 حسب تعداد اليمن لعام 2004.